# Fredrik Dversnes
Fredrik Dversnes (Egersund, 20 marzo 1997) è un ciclista su strada norvegese che corre per l'Uno-X Mobility.

## Palmarès

### Strada
- 2021 (Team Coop, una vittoria)

Classifica generale International Tour of Rhodes
- 2023 (Uno-X Pro Cycling Team, tre vittorie)

Route Adélie de Vitré
4ª tappa Région Pays de la Loire Tour (Sablé-sur-Sarthe > Le Mans)
Campionati norvegesi, Prova in linea
- 2024 (Uno-X Mobility, una vittoria)

1ª tappa Tour du Poitou-Charentes (Les Gonds > Cognac)
- 2025 (Uno-X Mobility, due vittorie)

5ª tappa Tirreno-Adriatico (Ascoli Piceno > Pergola)
4ª tappa Arctic Race of Norway (Tromsø > Tromsø)

#### Altri successi
- 2021 (Team Coop)

Classifica scalatori Arctic Race of Norway
- 2023 (Uno-X Pro Cycling Team)

Classifica combattività Tour of Oman

## Piazzamenti

### Classiche monumento
- Milano-Sanremo

2024: 47º
2025: 56º
- Liegi-Bastogne-Liegi

2022: 107º
2023: 64º
2025: 65º